# Wissenschaftsmarketing
Wissenschaftsmarketing (englisch science marketing) bezeichnet den relativ neuen Ansatz von Hochschulen und Forschungseinrichtungen, ihre Aktivitäten strategisch und konsequent an den Bedürfnissen des Marktes auszurichten.

„Die Herausforderungen der Gegenwart und noch mehr die der Zukunft zwingen die Hochschulen jedoch dazu, über eine umfassende Marketingkonzeption nachzudenken. Sie soll zwar von allen Beteiligten (mit)getragen werden, darf aber nicht als von oben verordnete Einheitsstrategie missverstanden werden.“

Ähnlich wie Unternehmen in gesättigten Käufermärkten müssen auch Forschung und Lehre mehr als früher um begrenzte Ressourcen konkurrieren – dazu gehören staatliche Gelder ebenso wie Aufträge aus der Industrie. Daneben stehen die Einrichtungen auch im Wettbewerb um die besten Studenten und Forscher. Schließlich hat der Bereich der Public Affairs an Bedeutung gewonnen, weil die Gesetzgebung auf deutscher und europäischer Ebene wichtige Rahmenbedingungen für Forschung und Lehre setzt (z. B. Exzellenzinitiative, Bologna-Prozess oder Gesetze zur Ethik, etwa im Bereich der Stammzellforschung).
„Wir befinden uns in einer Phase der Neuorientierung. Wer sich wie und mit welchem Nachdruck positioniert und im Studien- und Forschungsmarkt aufstellt, wird aufmerksam registriert. (…) Das sind .. Personalentwicklungsmaßnahmen, Strategien zur Rekrutierung, die Schaffung von Voraussetzungen für ein professionelles Management und natürlich die Entwicklung und Umsetzung einer konsisen Marketingstrategie. Dieser obliegt die konsequente Umsetzung der Profil- und Markenbildung.“

## Handlungsfelder
Wissenschaftsmarketing spielt sich auf ähnlichen Handlungsfeldern ab wie das Marketing von Unternehmen und bedient sich grundsätzlich auch der gleichen Werkzeuge. Im Mittelpunkt steht dabei der Wunsch, Bedürfnisse / Bedarfe des Forschungs- und Bildungsmarktes früh zu erkennen und mit passenden Angeboten zu befriedigen.
Die „vier P des Marketing“ – Product, Price, Place und Promotion – gibt es auch im Wissenschaftsmarketing: Ein vom Markt gewünschtes Produkt (Forschung, Bildungsangebot) wird zu einem angemessenen Preis über spezifische Vertriebskanäle verkauft, wobei die klassischen Instrumente der Kommunikationspolitik zum Einsatz kommen (Marketing-Mix).
Wissenschaftsmarketing ist eine strategische Managementaufgabe. Sie wird zum Beispiel an die Stabsstelle einer Universität oder Forschungseinrichtung angegliedert. Sie wird mit BWL-Instrumenten (z. B. Budgetierung, Projektmanagement) betrieben.
Erfolgreiches Wissenschaftsmarketing braucht Wissen über die Forschungs- und Bildungslandschaft (= Markt), über ihre Akteure (= Marktteilnehmer; z. B. Major Player) und ihre Motivationen. Verständnis für wissenschaftliches Arbeiten und die Aufbau- und Ablauforganisation von Universitäten ist ebenfalls hilfreich.
Wissenschaftsmarketing kann (oder sollte) verschiedene Teildisziplinen unter dem Dach einer übergeordneten (Marketing)strategie vereinen:
- Marketing: Eine der zentralen Aufgaben des Wissenschaftsmarketing besteht darin, neue Trends frühzeitig zu erkennen, damit passende Angebote entwickelt werden können. Neben neuen Entwicklungen im wissenschaftlichen Bereich sollte es auch gesellschaftliche Veränderungen beobachten (z. B. lebenslanges Lernen, berufsbegleitende Weiterbildung). Daneben muss die Hochschule oder die Forschungseinrichtung als unverwechselbare Marke positioniert werden, um auf einem unübersichtlichen internationalen Markt besser / klarer wahrgenommen zu werden. Analog zur Vertriebspolitik in Unternehmen müssen auch Forschung und Lehre gezielt Akquise betreiben, etwa auf dem Markt für Forschungsaufträge oder beim Wettbewerb um Forscher und Studenten.
- BWL: Wissenschaftsmarketing ist eine Managementaufgabe, zu der auch die Planung und Steuerung von (wissenschaftlichen) Projekten gehört. Kenntnisse über Haushalts- und Investitionsplanung sowie über strategisches Controlling gehören zum Handwerkszeug in diesem Bereich.
- Fundraising: Seit den 1980er Jahren ist die staatliche Grundfinanzierung für Forschung und Lehre gesunken. Universitäten sind mehr als früher „Unternehmen Hochschule“ – sie müssen also einen großen Teil ihrer Einnahmen selbst erwirtschaften, zum Beispiel durch Industrieaufträge, Forschungsprojekte oder Studiengebühren. Dazu sind Kenntnisse der Ausschreibungsverfahren und Förderprogramme unverzichtbar.
- Public Relations: Hierzu gehört Pressearbeit ebenso wie die interne Kommunikation und der Austausch mit speziellen Teilöffentlichkeiten aus dem Bereich Forschung und Lehre (zum Beispiel Alumni-Netzwerke als „Botschafter“ ihrer Alma Mater).

- Public Affairs: Neue Gesetze können Forschungsaktivitäten fördern und/oder behindern. Universitäten und Forschungseinrichtungen müssen daher den ständigen Kontakt mit Parlamentariern, der Ministerialbürokratie und Regierungsmitgliedern suchen. Daneben gilt es, themenbezogene Allianzen mit anderen Stakeholdern zu organisieren, beispielsweise Industrie- oder Berufsverbänden. Darüber hinaus können die wissenschaftlichen Einrichtungen auch auf Anfrage der Politik Stellungnahmen zu aktuellen Trends abgeben.

## Internationaler Vergleich
In den angelsächsischen Ländern hat die Selbstvermarktung der Hochschulen eine lange Tradition: Die großen Universitäten in den USA unterhalten in Washington eigene Büros, um die Vergabe von Haushaltsmitteln und die Gesetzgebung in relevanten Bereichen zu beeinflussen (z. B. Medizinethik oder Ausbildungsförderung). Auch die britischen Hochschulen betreiben in Brüssel aktive Lobby-Arbeit. Dieser Trend dürfte sich weiter fortsetzen:
„In fünf bis zehn Jahren werden in Europa eine Menge hauptberuflicher Lobbyisten für die Unis arbeiten, die die Politik beobachten, Netze knüpfen, Positionspapiere schreiben, in Anhörungen auftreten und das Entreé für die Chefgespräche ihrer Präsidenten bereiten. (…) Das ist ja auch gut investiertes Geld im Sinne eines Risikomanagements und Hochschulmarketings.“

## Geschichte
Wissenschaftsmarketing ist seit den 1990er Jahren ein Thema in Deutschland – damals, kurz nach der Wiedervereinigung, war abzusehen, dass der radikale Wandel der ostdeutschen Hochschul- und Forschungslandschaft auch einen Reformprozess im Westen nach sich ziehen würde. So wurden nicht nur die ostdeutschen, sondern auch die Universitäten und außeruniversitären Institute in den alten Bundesländern durch den Wissenschaftsrat evaluiert.
In diesem Zusammenhang wurden Begriffe aus der BWL – wie etwa Marke, Profilbildung, Kundenorientierung, Fundraising oder Effizienz – auch in die Debatte um die deutsche Hochschul- und Forschungslandschaft eingeführt. Hinzu kommt, dass im Rahmen des Bologna-Prozesses ein einheitlicher Bildungs- und Forschungsmarkt in Europa entsteht (mit vergleichbaren Bachelor- und Masterabschlüssen), auf dem sich wissenschaftliche Einrichtungen profilieren müssen.

## Ausbildungswege und Berufsfeld
Das Wissenschaftsmarketing ist ein junges Betätigungsfeld, für das es im deutschsprachigen Raum kaum Ausbildungsangebote gibt. Stand Mai 2009 bot die TU Berlin die bundesweit einzige Qualifizierung auf diesem Gebiet an.
- TU Berlin: Die TU Berlin bietet seit dem Wintersemester 2005/2006 einen berufsbegleitenden Masterstudiengang „Wissenschaftsmarketing“ an. Das Studium vermittelt Wissen für das Marketing von F&E-Einrichtungen, Universitäten und wissenschaftsnahen Unternehmen. Im Rahmen der viersemestrigen Ausbildung werden Themen aus den Gebieten BWL, Recht, Marketing, Public Relations und Medien behandelt, außerdem lernen die Studenten das komplexe deutsche Wissenschaftssystem kennen. Aufnahmevoraussetzung ist ein abgeschlossenes Studium oder ein Bachelor-Abschluss und eine mindestens einjährige Berufserfahrung. Der Abschluss heißt „Master of Science Communications and Marketing“.[4]
- FH Münster: Der im Jahre 2002 gegründete Forschungs- und Entwicklungsschwerpunkt „Science Marketing“ an der Fachhochschule Münster entwickelte mit seinem Konzept des „Science-to-Business Marketing“ einen strategischen Ansatz für die Vermarktung von Forschungskompetenzen, Forschungskapazitäten und Forschungsleistungen.[5] In Abgrenzung zum Hochschulmarketing ist die Forschung Gegenstand der Vermarktung – die Zielgruppe des Science Marketing bilden aktuelle sowie potenzielle Forschungskunden und nicht die Öffentlichkeit. Daher stehen auch nicht Kommunikation und Werbung im Vordergrund, sondern die gesamte Palette der kunden- und bedarfsorientierten Marketinginstrumente.

Berufsfeld: Die Experten für Wissenschaftskommunikation und Wissenschaftsmarketing arbeiten nach ihrer Ausbildung als Institutsleiter, Forschungs- und Entwicklungsmanager, als Leiter der Öffentlichkeitsarbeit oder als Leiter eines Forschungsprojektes. Wegen der zunehmenden Ausrichtung der Forschungs- und Bildungslandschaft auf den Wettbewerb gelten die Aussichten auf diesem Gebiet als gut.